# Charlotte Pass
Charlotte Pass ist ein Pass, ein Wintersportort und ein Skigebiet im Südosten des australischen Bundesstaates New South Wales. Der 1.837 m hohe Pass im Südteil des Kosciuszko-Nationalparks, wo die Kosciuszko Road die Kangaroo Ridge überquert. Das gleichnamige Dorf (Höhe: 1.760 m) liegt am Fuß der Kangaroo Ridge im Südosten des Passes. Es ist die höchste permanent bewohnte Siedlung Australiens und Standort eines der ältesten australischen Wintersportgebiete.
Pass und Dorf wurden nach Charlotte Adams (geb. 1859) benannt, die als erste europäisch-stämmige Frau 1881 den Mount Kosciuszko erstieg.
Charlotte Pass vermittelt die Zufahrt zu einigen von Australiens höchstgelegenen alpinen Gebieten und war früher Ausgangspunkt für die öffentliche Zufahrt zum Mount Kosciuszko. Heute endet die öffentliche Straße auf dem Pass.

## Geschichte
Die Region der Snowy Mountains wurde vermutlich vor etwa 20.000 Jahren von Aborigines besiedelt. Im Sommer wurden riesige Stammestreffen im Hochland abgehalten, um gemeinsam zu feiern und Bogong-Falter zu verspeisen. Diese Tradition wurde bis etwa 1865 fortgeführt. Erstmals wurde die Gegend 1835 von Europäern erforscht. 1840 bestieg Paul Edmund de Strzelecki den Mount Kosciuszko und benannte ihn nach dem polnischen Freiheitskämpfer. Hirten folgten, die die Snowy Mountains im Sommer als Viehweide nutzten. Bnajo Patersons Gedicht The Man from Snowy River beschreibt diese Zeit. Die Viehhirten hinterließen etliche Schutzhütten über die ganze Gegend verteilt.
Der Kosciuszko-Nationalpark, in dem Charlotte Pass liegt, wurde am 5. Dezember 1906 als National Chase Snowy Mountains gegründet. 1944 wurde er in Kosciuszko State Park umbenannt und 1967 erhielt er seinen heutigen Namen.

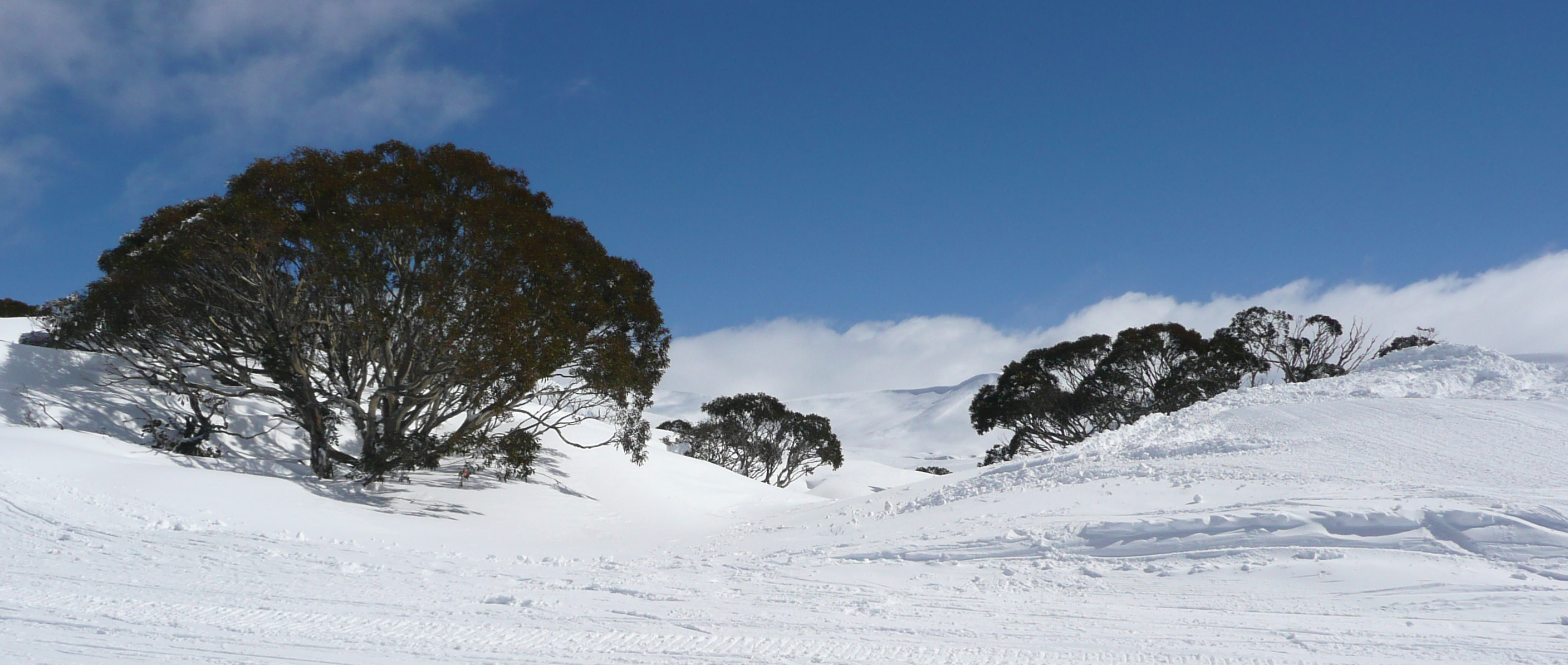
Blick über den Charlotte Pass zur Hauptkette der Snowy Mountains im Winter

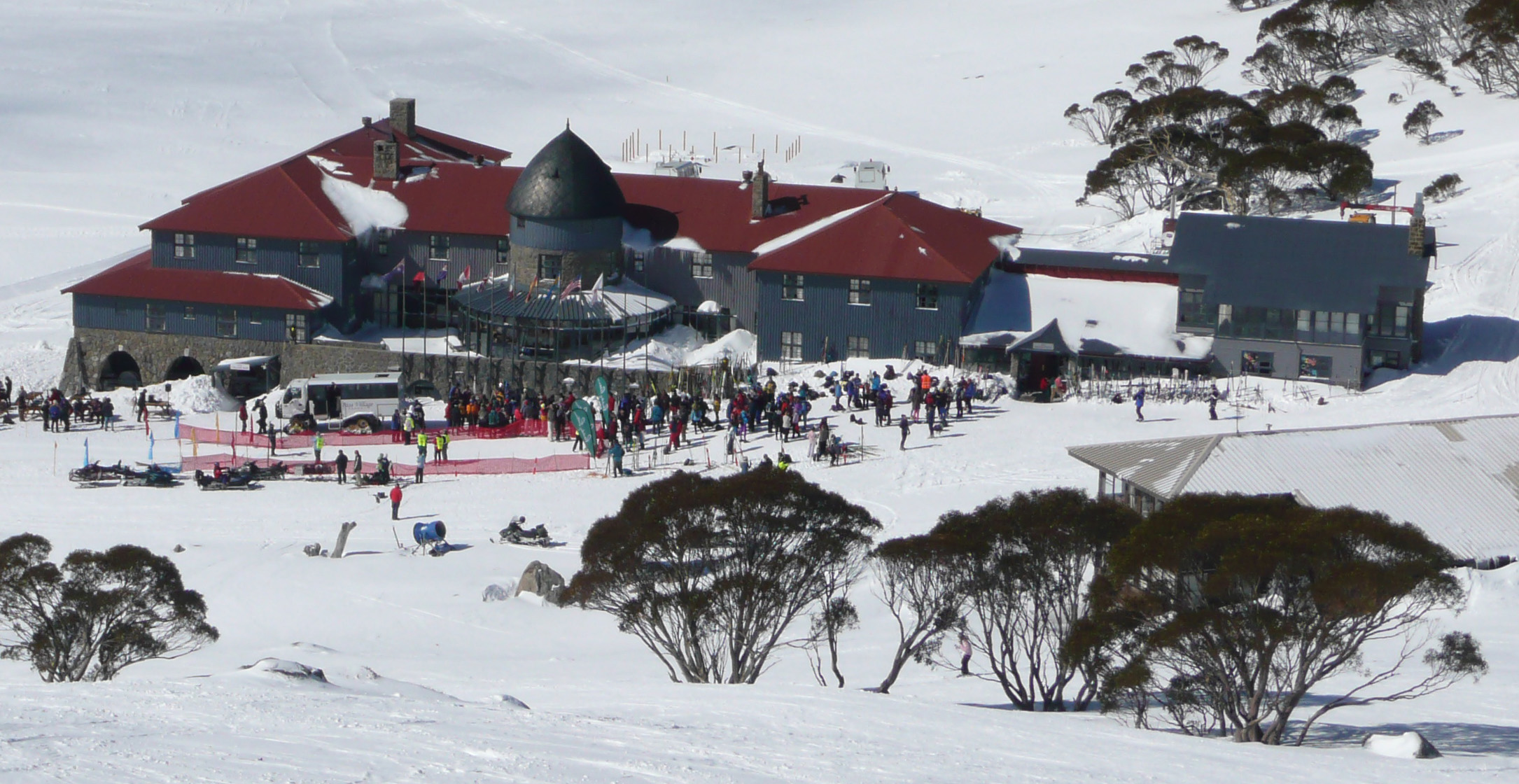
Das Chalet im August

Das historische Kosciuszko Chalet war das erste Gebäude im Dorf Charlotte Pass und wurde am 10. Mai 1930 eröffnet. Dieses Chalet war eines von mehreren Unterkunftshäusern, die die australische Regierung in alpinen Regionen errichtete. Es war für damalige Verhältnisse opulent ausgestattet. Das Chalet brannte im August 1938 ab und im darauf folgenden Sommer wurde ein neues Chalet an seiner Stelle errichtet. Das Chalet ist immer noch das größte und wichtigste Gebäude des Dorfes und bildet im Winter auch sein Zentrum.
Die ersten Skiläufer gab es in Australien schon etwa 60 Jahre früher in Kiandra in den nördlichen Snowy Mountains, aber das erste Kosciuszko Chalet, das 1930 in Charlotte Pass gebaut wurde, ermöglichte einen relativ komfortablen Aufenthalt in den höchsten Bergen Australiens. Mit 1.760 m ist Charlotte Pass die höchstgelegene Talstation aller Skigebiete in Australien und kann im Winter nur mit Liften, Schlitten oder Schneemobilen erreicht werden. Die wachsende Zahl an Skitouristen am Charlotte Pass führte um 1939 zum Bau eines Cafés in Smiggin Holes, von wo aus Pferdeschlitten die Skiläufer zum Beginn des anstrengenden Aufstieges zum Kosciuszko Chalet brachten. Erst mit dem Bau des weitläufigen Snowy-Mountains-Systems ab 1949 führte zu Erschließung der Snowy Mountains durch den Skitourismus im großen Stil und zur Gründung der nahegelegenen Skigebiete von Thredbo und Perisher, den bekanntesten in Australien.
Skihänge jenseits des Charlotte Pass an den Flanken des Mount Kosciuszko wurden in dieser Zeit ebenfalls angelegt, werden aber heute weniger beachtet. Der Australian Alpine Club wurde 1950 von Charles Anton mit dem Ziel gegründet, eine Reihe von Lodges für Tourenskifahrer in den gesamten australischen Alpen zu bauen. Hütten wurden im Hinterland in der Nähe des Mount Kosciuszko gebaut, z. B. die Kunama Hut, die in der Saison 1953 eröffnet wurde. Ein Seillift wurde am Mount Northcote gebaut und 1954 eröffnet. Das Skigebiet erwies sich als sehr geeignet für schnelle Abfahrten, aber die Hütte wurde 1956 von einer Lawine zerstört, wobei auch ein Skifahrer zu Tode kam. 1964 besaß Australien eine kurze Zeit lang den längsten Sessellift der Welt, der Skifahrer vom Thredbo Valley zum Charlotte Pass brachte. Leider musste er wegen technischer Schwierigkeiten bald geschlossen werden.
Viele Jahrzehnte lang war Charlotte Pass der Startpunkt für die Straße zum Mount Kosciuszko, aber heute endet die Straße am Charlotte Pass. Die letzten 9 km zum Gipfel des Berges wurden aus Umweltschutzgründen 1982 aufgelassen.
Dorf und Skigebiet sind Teil des Kosciuszko-Nationalparks und der Skiort wurde von der Charlotte Pass Village Pty. Ltd. (CPV) gepachtet und wird von dieser betrieben. Im Juni 2015 laufen die Pachtverträge aus. Neben dem Chalet besteht das Dorf aus 12 weiteren Lodges und bietet 607 Gästen Unterkunft.

## Freizeitaktivitäten

### Skifahren
Der Charlotte Pass Alpine Resort umfasst das Gebiet zwischen der Kangaroo Ridge, dem Mount Stillwell und der Guthries Ridge.
Es ist das höchstgelegene und älteste Skigebiet Australiens.
In diesem Skigebiet gibt es fünf Lifte, einen Dreifachsessellift, einen Schlepplift (mit Bügeln), zwei Tellerlifte und einen „Fahrenden Teppich“ (der 2008 den Seillift ersetzte). Dadurch werden 50 ha Pisten erschlossen. Die höchste Bergstation liegt auf 1.964 m, die Talstation auf 1.755 m. Zurzeit ist nur ein Teil des Gebietes durch Lifte erschlossen. Ein kleiner Snowpark wurde 2008 errichtet. Im Skigebiet gibt es einige Schneekanonen, mit denen stark befahrene Flächen beschneit werden und die helfen, problematische Pisten früher im Jahr zu öffnen. Eine Liste aller jemals betriebenen Aufstiegshilfen am Charlotte Pass führt die Webseite Australian Mountains in der Australian ski lift directory auf.
Auch bei Tourenskifahrern ist das Skigebiet sehr beliebt, weil das Dorf direkten Zugang zu den höchsten Bergen Australiens bietet.
Das Skigebiet ist wegen seiner Höhe im Allgemeinen schneesicherer als andere australische Skigebiete. 1981 schneite es einmal so viel, dass die Bergstation des Dreifachsessellifts an der Kangaroo Ridge so weit im Schnee versank, dass die oberen Enden der Stützen 50 cm unter dem Schnee lagen. Solch starker Schneefall ist aber eine Ausnahme.
In Zukunft wird Charlotte Pass wohl wegen der globalen Erwärmung das einzige Skigebiet Australiens mit nennenswertem natürlichen Schneefall sein.
| Mount Stillwell · Kangaroo Ridge · Little Stillwell · Mittelstation des Dreifachsesselliftes zur Kangaroo Ridge · Ausstiegsstelle Basin Poma · Ego Flats · Schnee-Eukalyptus · Schnee-Eukalyptus |                                                        |
| \| Mount Stillwell Kangaroo Ridge Little Stillwell Mittelstation des Dreifachsesselliftes zur Kangaroo Ridge \| Ausstiegsstelle Basin Poma Ego Flats Schnee-Eukalyptus \|                        |                                                        |
| Mount Stillwell Kangaroo Ridge Little Stillwell Mittelstation des Dreifachsesselliftes zur Kangaroo Ridge                                                                                        | Ausstiegsstelle Basin Poma Ego Flats Schnee-Eukalyptus |

### Wandern
Im Sommer dient Charlotte Pass vielen Wanderern als Ausgangspunkt für den Aufstieg zum Mount Kosciuszko und zum Hauptkamm der Snowy Mountains. Der Summit Walk ist 18 km lang und der Lakes Walk 22 km. Einen guten Ausblick zum Hauptkamm und der Quelle des Snowy River hat man vom Snow Gums Boardwalk am Charlotte Pass aus und der Weg zum Gipfel führt durch subalpinen Wald an der Guthrie Ridge. Der Mount Kosciuszko selbst ist vom ersten Aussichtspunkt aus zu sehen.

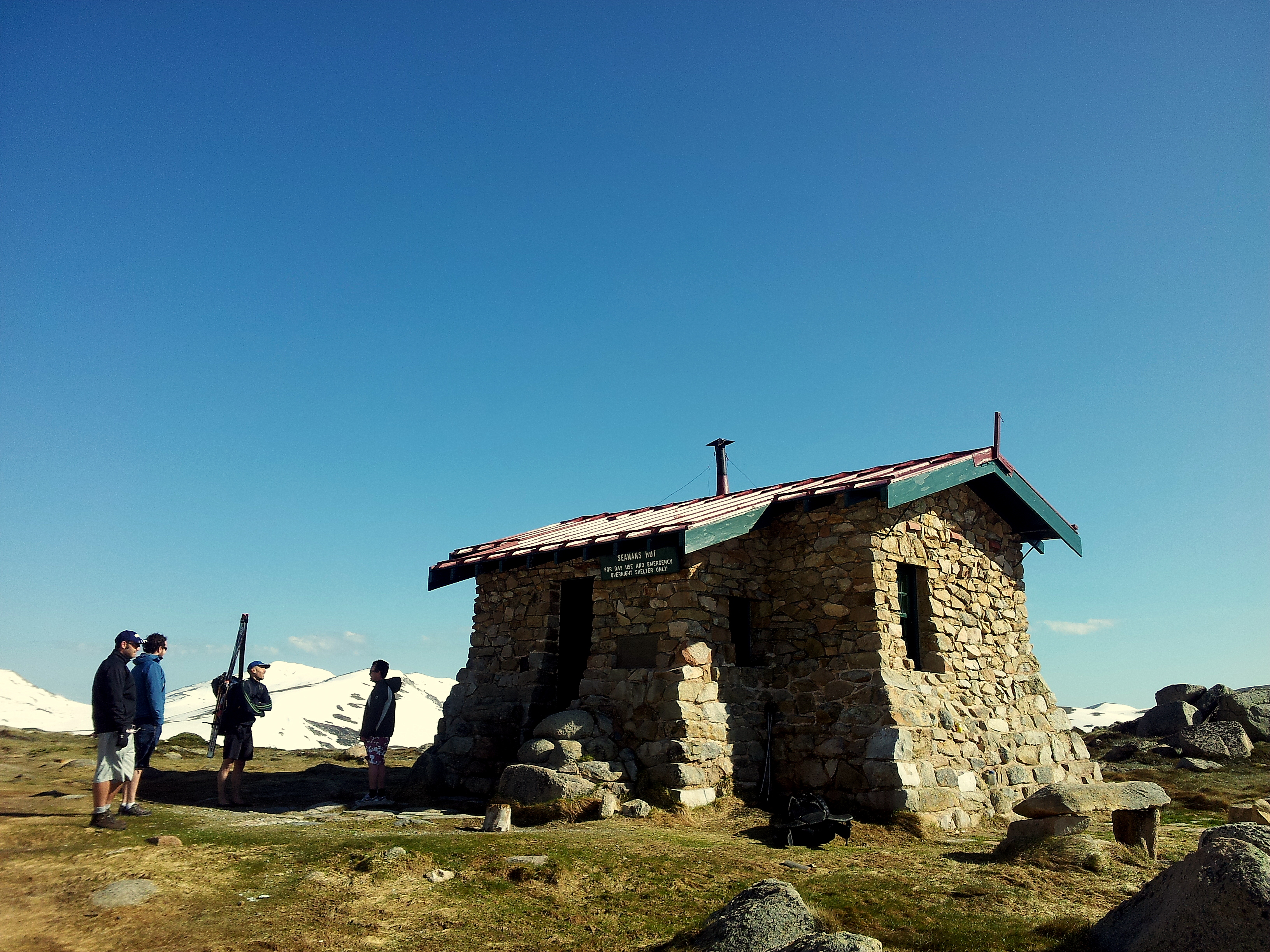
Seaman’s Hut an der alten Straße vom Charlotte Pass zum Gipfel des Mount Kosciuszko

Der Weg vom Charlotte Pass zum Gipfel des Mount Kosciuszko folgt der alten Straße, die 1982 für Motorfahrzeuge geschlossen wurde. Bei Kilometer 4,5 überquert er den Snowy River und steigt dann langsam zur Seaman’s Hut an, die bei Kilometer 6 erreicht ist. Über den Rawson’s Pass (Kilometer 8) führt der Weg schließlich zum Gipfel.
Der Wanderweg vom Charlotte Pass zum Blue Lake quert den Snowy River und steigt dann durch Alpenwiesen am Hedley Tarn Lookout vorbei zum Blue Lake Lookout auf. Der Blue Lake ist einer von nur vier kreisförmigen Seen in ganz Australien und enthält die bestentwickelten Gletscheraspekte im Kosciuszko-Nationalpark. Der See ist auf einem vierstündigen Rundweg vom Charlotte Pass aus zu erreichen.
Einen kürzeren und leichteren Aufstieg zum Gipfel des Mount Kosciuszko gibt es von Thredbo aus.

## Zufahrt
Im Sommer ist der Charlotte Pass über die Kosciuszko Road von Jindabyne aus erschlossen.
Im Winter ist die Gegend schneebedeckt und nur per Schneemobil von der Endstation der Perisher Valley Skitube, 8 km nordöstlich, aus oder von Jindabyne aus zu erreichen. Die Charlotte Pass Village Pty. Ltd. besitzt drei 18-Sitzige allradgetriebene Busse, die im Halbstundentakt nach Charlotte Pass fahren.
Die Gegend galt nicht immer als für alle Leute leicht erreichbar. Mitte des 20. Jahrhunderts wurde das Chalet in Charlotte Pass vom Lokalpolitiker John Wesley Seiffert als „Brutstätte des Snobismus“ bezeichnet. Er erreichte durch seine öffentliche Kritik reduzierte Busfahrpreise in die Gegend und öffnete so das Skigebiet für einen größeren Bevölkerungskreis.

## Umwelt
Die alpine Region ist extremen Temperaturen ausgesetzt und gilt als sensibel auf Eingriffe.
In der Gegend um den Charlotte Pass werden seit Langem Umweltuntersuchungen durchgeführt, z. B. 1937 Studien über das Plankton im nahegelegenen Gletschersee Blue Lake unter Einsatz eines Bootes mit geringem Tiefgang und z. B. 1997 Studien über den Bergbilchbeutler.

### Klima
|                       | Jan   | Feb   | Mär   | Apr   | Mai   | Jun   | Jul   | Aug   | Sep   | Okt   | Nov   | Dez   |   |         |
| Mittl. Tagesmax. (°C) | 17,6  | 17,1  | 14,7  | 10,4  | 6,8   | 3,2   | 1,9   | 2,6   | 5,0   | 9,1   | 12,5  | 15,5  | ⌀ | 9,7     |
| Mittl. Tagesmin. (°C) | 5,1   | 4,8   | 2,5   | −0,5  | −2,7  | −5,1  | −6,6  | −5,7  | −3,3  | −0,6  | 1,8   | 3,6   | ⌀ | −0,6    |
|                       |       |       |       |       |       |       |       |       |       |       |       |       |   |         |
| Niederschlag (mm)     | 127,9 | 127,3 | 132,5 | 154,3 | 184,8 | 185,8 | 191,2 | 207,1 | 192,1 | 216,5 | 191,5 | 154,3 | Σ | 2.065,3 |

| 5,1 |

| 4,8 |

| 2,5 |

| −0,5 |

| −2,7 |

| −5,1 |

| −6,6 |

| −5,7 |

| −3,3 |

| −0,6 |

| 1,8 |

| 3,6 |

| 5,1 |

| 4,8 |

| 2,5 |

| −0,5 |

| −2,7 |

| −5,1 |

| −6,6 |

| −5,7 |

| −3,3 |

| −0,6 |

| 1,8 |

| 3,6 |

Charlotte Pass hat ein subpolares Seeklima (Effektive Klimaklassifikation Cfc), die höheren Berggipfel dagegen ein alpines Klima (Eth). Mit Ausnahme der arktischen Territorien wurden dort die geringsten Temperaturen in Australien gemessen; dies waren −23 °C am 28. Juni 1994.
Die höchste jemals in dieser Gegend gemessene Temperatur war 33,5 °C.
Die Durchschnittstemperatur im Sommer beträgt zwischen 4 °C und 17 °C und die im Winter zwischen −2 °C und 2 °C.
Die mittlere jährliche Niederschlagsmenge beträgt 2.329,6 mm, davon etwa die Hälfte Schnee zwischen Ende Mai und Ende September. Die Schneehöhen übersteigen im Allgemeinen aber nicht 2,5 – 3,0 m. Für Charlotte Pass gibt es keine offiziellen Aufzeichnungen üben die Schneehöhen, aber für Spencers Creek (1.830 m) in der Nähe. Eine typische Gipfelschneehöhe ist 1,5–2,0 m.
Zu jeder Jahreszeit wurden schon Schneefälle festgestellt. Manchmal bleibt auch im Sommer der Schnee tagelang liegen. Schneefälle zu ungewöhnlicher Zeit können die Gegend interessanter machen, sind aber typischerweise mit extremen Wetterereignissen im ganzen Land verbunden, die Verwüstungen anrichten und zerstörerische Ausmaße annehmen können. So waren z. B. Wetterverhältnisse, die 1998 am Boxing Day und dem darauf folgenden Tag (26. / 27. Dezember) zu Schneefällen in Charlotte Pass führten, für Todesfälle bei der Sydney-Hobart-Regatta im selben Jahr verantwortlich.

### Ökologie
Eine interessante Tierart der Gegend ist der Bergbilchbeutler (Burramys parvus), der von 1894 bis 1966 nur als Fossil bekannt war.

### Umweltschutz
In der Gegend werden besonders viele Gesetze zum Schutz der Umwelt angewandt, weil sie so sensibel auf Einflüsse von außen reagiert.
Die Sammlung von Abfall und die Behandlung von Abwässern ist Obliegenheit der jeweiligen Pächter.
| Kosziuszko Chalet Hotel Charlotte Pass Ski Centre Bella Vista Staff Lodge (Cell Block, Cellavista) Kosciuszko Alpine Club Knockshannock Lodge Jerrabomberra Lodge Spencer’s Creek Lodge Stillwell Lodge | Southern Alps Ski Lodge Pygmy Possum Lodge Snowbird Lodge Arlberg Lodge Burrawang Lodge Alitji Lodge Gan Gil Lodge |

| Abwasserbehandlung (Shakespeare’s Lodge) Basin Poma Kosi Carpet (Fahrender Teppich) | Dreifachsessellift Kosciuszko “Fox Hole” am Ostrand der Stillwell Ridge Werkstätten |